# كيه وو
كيه وو هو مهندس كندي، ولد في 9 ديسمبر 1962 في ييانغ ‏ في الصين.